# Schiltigheim

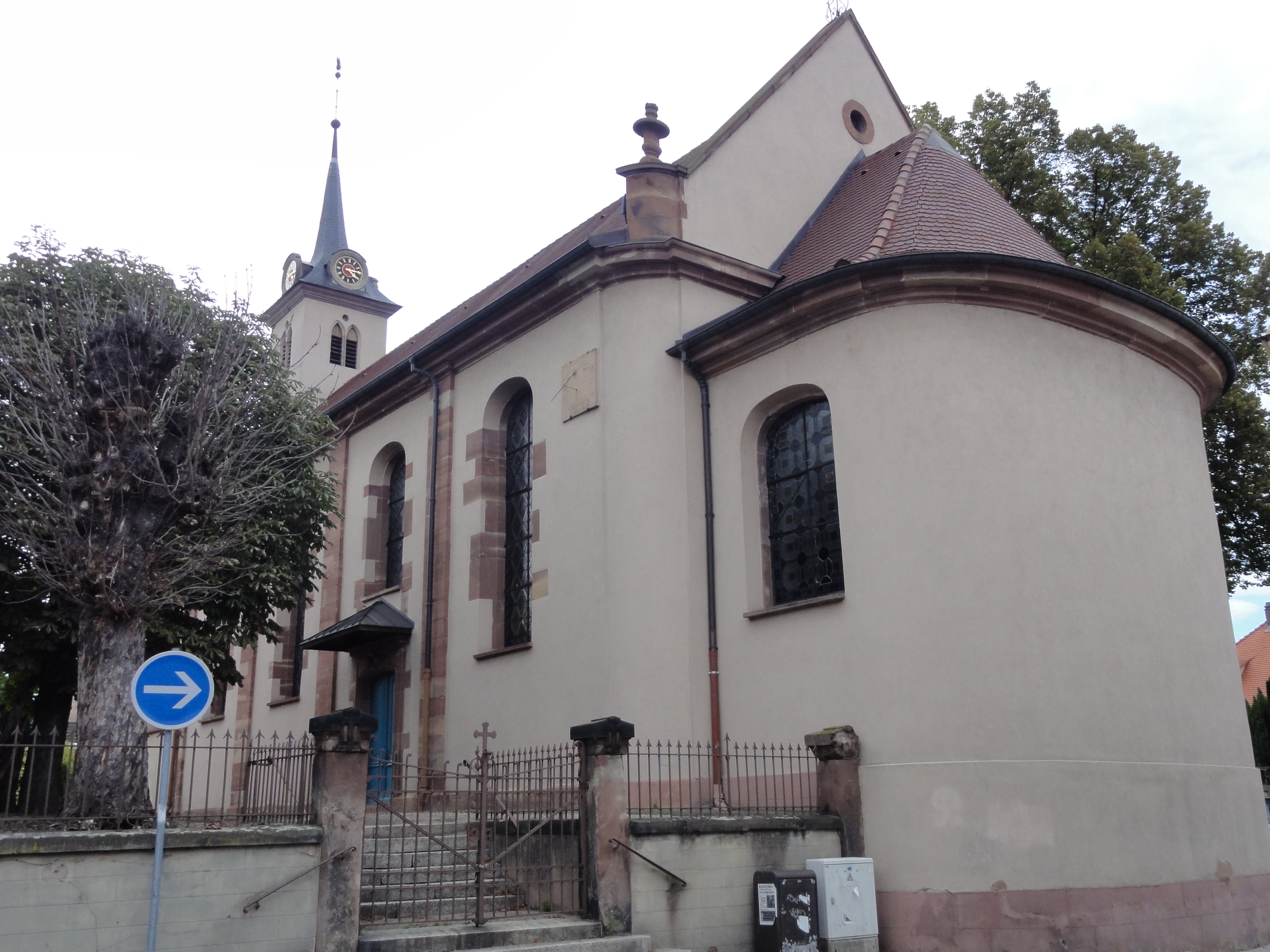
Protestantische Kirche

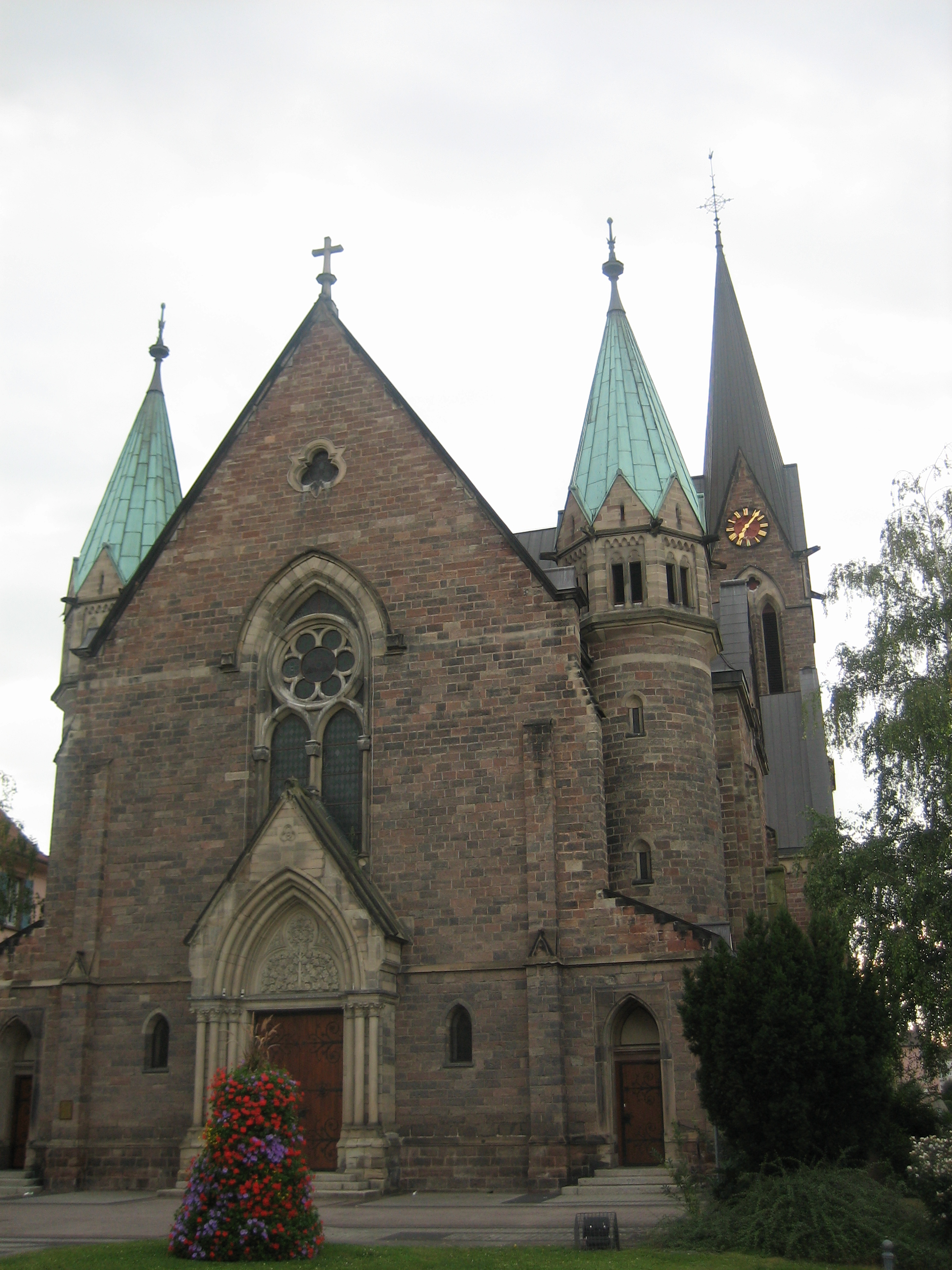
Katholische Kirche zur Heiligen Familie

Schiltigheim nördlich von Straßburg auf einem Plan der Stadt und ihrer Umgebung aus der Zeit um die Wende zum 20. Jahrhundert

Schiltigheim (elsässisch Schìllige, daran angelehnt umgangssprachlich auch Schilick) ist eine französische Gemeinde im Département Bas-Rhin in der Region Grand Est (bis 2015 Elsass). Sie gehört zum Gemeindeverband Eurométropole de Strasbourg und zum Arrondissement Strasbourg und  hat 34.129 Einwohner (Stand 1. Januar 2021).

## Geographie
Schiltigheim liegt im Unterelsass an der Ill und am Rhein-Marne-Kanal in unmittelbarer Nachbarschaft zu Straßburg auf einer Höhe von 150 m über dem Meeresspiegel. Von Straßburg aus ist Schiltigheim mit der Straßenbahnlinie B erreichbar.

## Geschichte
Ältere  Ortsbezeichnungen sind  Skitingsboubel (845), Scildencheim (885) und Schiltencheim (1004).
Schiltigheim entstand im 9. Jahrhundert um ein Schloss und eine Kapelle herum auf den letzten Hügeln nördlich von Straßburg und erstreckt sich an den Hängen zum Rhein hin. Seine Entwicklung ist eng mit den Bewohnern von Adelshoffen verbunden, die im 14. Jahrhundert aus den Vororten von Straßburg vertrieben wurden und sich im Unterdorf ansiedelten.
Schiltigheim gehörte zum Heiligen Römischen Reich.
Im Jahr 1501 wurde Schiltigheim von der Stadt Straßburg gekauft und gehörte seither zum Territorium  der Freien Reichsstadt. Im Jahr 1681 wurde die Reichsstadt mitsamt ihres Zubehörs im Rahmen der sogenannten Reunionspolitik Ludwigs XIV. gewaltsam an das  Königreich Frankreich angegliedert, was im Frieden von Rijswijk 1697 bestätigt wurde.
Bis ins 18. Jahrhundert schwankte die Einwohnerzahl um 800. Um 1820 wurde das Dorf an Sonntagen häufig von Handwerker-Familien besucht. Mit der Industrialisierung ab 1850 stieg die Einwohnerzahl.
Durch den Frankfurter Frieden vom 10. Mai 1871 kam das Gebiet an das deutsche Reichsland Elsaß-Lothringen, und das Dorf wurde dem Landkreis Straßburg im Bezirk Unterelsass zugeordnet. Um die Wende zum 20. Jahrhundert hatte Schiltigheim eine evangelische und eine katholische Kirche, ein Amtsgericht, eine Gänsebörse, Fabrikation von Schaumwein, Konserven, Wachsleinwand, Ornamenten, Kalksandstein-Produkten, Maschinen, Seife, Posamenten, Bürsten, Papierwaren, Dachpappe, Möbeln, Zigarren, Schuhwaren, Parkettfußböden, Bierbrauerei, Küferei und Mälzerei, Ziegel- und Gipsbrennerei, Gänsemästerei sowie Holz- und Weinhandel.
Im Jahr 1905  war die Einwohnerzahl 14.000 erreicht.
Nach dem Ersten Weltkrieg musste die Region aufgrund der Bestimmungen des Versailler Vertrags 1919 an Frankreich abgetreten werden. Im Zweiten Weltkrieg war die Region von der deutschen Wehrmacht besetzt, und der Ort stand bis 1944 unter deutscher Verwaltung.
Auf dem St.-Helenen-Friedhof (Cimetière Sainte-Hélène) sind Paul Camille Denis und seine Frau beigesetzt.

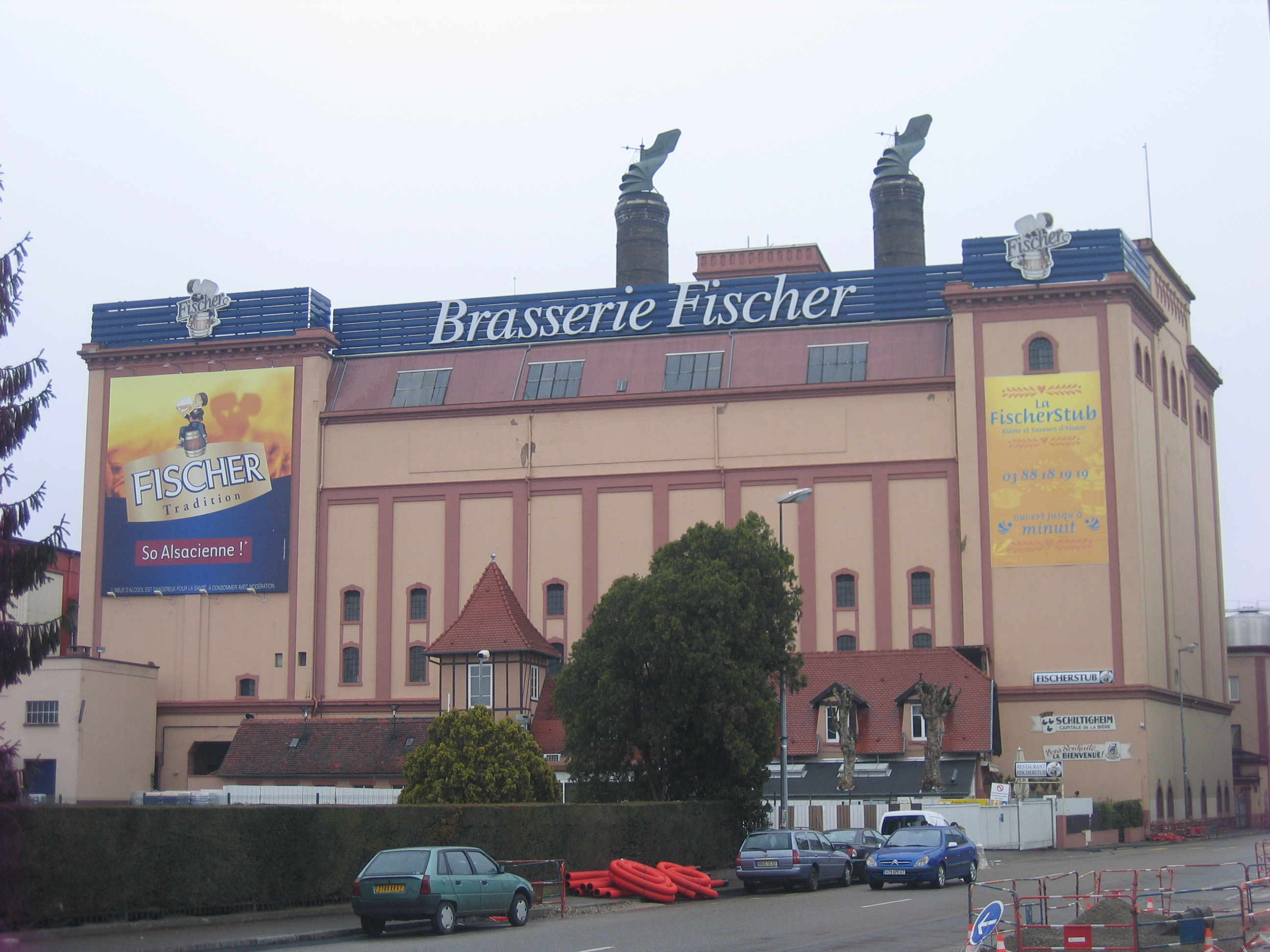
Brauereigebäude

### Demographie
| Jahr | Einwohner | Anmerkungen |
| ---- | --------- | --- |
| 1821 | 2133      | meist Evangelische (etwa 300 Katholiken) |
| 1846 | 3349      | [ 10 ] |
| 1872 | 4843      | am 1. Dezember, in 512 Häusern |
| 1880 | 6507      | am 1. Dezember, in 680 Wohnhäusern, davon 3795 Protestanten, 2674 Katholiken und 21 Juden                                                                      |
| 1890 | 7768      | [ 10 ] |
| 1905 | 14.310    | meist evangelische Einwohner |
| 1910 | 16.761    | auf einer Fläche von 800 ha, davon 8923 Katholiken, 7651 Evangelische und 41 Juden; 168 mit französischer Muttersprache und 44 mit italienischer Muttersprache |

| Jahr      | 1962   | 1968   | 1975   | 1982   | 1990   | 1999   | 2006   | 2018   | 2021   |
| Einwohner | 25.081 | 23.198 | 30.144 | 29.574 | 29.155 | 30.841 | 31.239 | 33.069 | 34.129 |

## Wirtschaft
In Schiltigheim befand sich der Sitz der Brauerei Fischer, die unter anderem das bekannte Biermischgetränk Desperados herstellte und mittlerweile zum Heineken-Konzern gehört. Des Weiteren betreibt der Heineken-Konzern in Schiltigheim die Brauerei brasserie de l’Espérance, die jetzt Desperados herstellt. Die Firma Caddie wurde in Schiltigheim gegründet. Mit dem Espace Européen de l’Entreprise wurde im Westen von Schiltigheim eine weitere, 7 Hektar große, Wirtschaftszone geschaffen, die mehr als 7000 Menschen Arbeit bietet.
Der Besteck- und Tafelsilberhersteller Deetjen versorgt die elsässische Gastronomie mit Tischgeschirr.

## Sport
In Schiltigheim ist der Fußballverein SC Schiltigheim beheimatet.
1987 fanden im Centre Nautique de Schiltigheim die Schwimmeuropameisterschaften statt.
Seit 2006 findet dort jährlich das Finale des Coupe d’Europe statt – ein Turnier in der Karambolagevariante Dreiband, das vom ortsansässigen Billardverein BC AGIPI ausgerichtet wird. Der Verein ist auch siebenfacher Rekordmeister in Folge seit 2005. Mit den AGIPI Billiard Masters, die zwischen 2008 und 2013 ausgetragen wurden, fand ein weiteres prestigeträchtiges Billardturnier hier statt.

## Töchter und Söhne
- August Ehrhardt (1811–1904), elsässischer Maschinentechniker
- Auguste Barth (1834–1916), Indologe
- Ernst Stahl (1848–1919), deutscher Botaniker, geboren in Schiltigheim
- Konrad Hanf (1874–1922), deutscher Verleger
- Bernd Isemann (1881–1967), deutscher Schriftsteller
- Ernst Barthel (1890–1953), elsässischer Philosoph, Mathematiker, Erfinder
- Elisabeth Engels (1892–1970), deutsche Pädagogin und Privatschulgründerin, geboren in Schiltigheim
- Karl Metzger (1894–unbekannt), deutscher Mediziner und Hochschullehrer
- Robert Beltz (1900–1981), französischer Buchillustrator
- Gustave Klein (1901–1962), Schwimmer
- Adolphe Jung (1902–1992), französischer Mediziner und Hochschulprofessor
- Margarete Reimann (1907–1990), Musikwissenschaftlerin, ordentliche Professorin für Musikgeschichte in Berlin
- Jean-Paul Beugnot (1931–2001), Basketballspieler
- Antonia de Rendinger (* 1974), Komikerin
- Yannick Rott (* 1974), Fußballspieler
- Thomas Voeckler (* 1979), Radrennfahrer
- Cédric Stoll (* 1982), Fußballspieler
- Bruno Spengler (* 1983), Rennfahrer
- Pierre-Hugues Herbert (* 1991), Tennisspieler

## Trivia
Zwischen Schiltigheim, Bischheim und Hönheim soll die Stelle sein, wo 357 der römische Kaiser Julian die Alemannen besiegte.